# Lista episoadelor din Clarence
Clarence este un serial animat american de televiziune creat de Skyler Page pentru Cartoon Network. Serialul are ca subiect un băiețel, numit Clarence, care este optimist în privința oricărui lucru și pe cei doi prieteni ai lui, Jeff și Sumo. Page, un fost scenarist pentru Să-nceapă aventura și revizionist pentru Secret Mountain Fort Awesome, a dezvoltat serialul la Cartoon Network Studios ca parte a programului de dezvoltare a scurtmetrajelor lor în 2012.
Canalul a comandat 12 episoade de 15 minute, cu episodul-pilot difuzat după showul Hall of Game Awards din 2014 pe 17 februarie 2014. Premiera serialului a fost văzută de aproximativ 2.3 milioane de spectatori, supraperformând seriale în aceeași democrafie a sa în loc. Recepția criticilor a fost pozitivă, iar episodul-pilot a fost nominalizat pentru un Premiu de Artă Creativă.
Premiera în România a fost pe 24 noiembrie 2014 pe canalul Cartoon Network.

## Rezumat
| Sezonul | Sezonul | Episoade | Episoade | Premiera TV       | Premiera TV       | Premiera TV în România | Premiera TV în România |
| Sezonul | Sezonul | Episoade | Episoade | Prima transmisie  | Ultima transmisie | Prima transmisie       | Ultima transmisie      |
| ------- | ------- | -------- | -------- | ----------------- | ----------------- | ---------------------- | ---------------------- |
|         | Pilot   | Pilot    | Pilot    | 17 februarie 2014 | 17 februarie 2014 | TBA                    | TBA                    |
|         | 1       | 51       | 51       | 14 aprilie 2014   | 27 octombrie 2015 | 24 noiembrie 2014      | 7 iunie 2016           |
|         | 2       | 39       | 39       | 18 ianuarie 2016  | 3 februarie 2017  | 21 noiembrie 2016      | 13 aprilie 2017        |
|         | 3       | 40       | 40       | 10 februarie 2017 | 24 iunie 2018     | 2 octombrie 2017       | 27 aprilie 2018        |

## Episoade

### Pilot (2013)
| Titlu   | Regizat de                              | Scris de    | Data difuzării    | S.U.A telespectatori (milioane) |
| ------- | --------------------------------------- | ----------- | ----------------- | ------------------------------- |
| „Pilot” | Phil Rynda, Sue Mondt și Robert Alvarez | Skyler Page | 17 februarie 2014 | 1.01                            |

### Sezonul 1 (2014–2015)
| Nr. în serial | Nr. în sezon | Titlu                                                            | Regizat de     | Scris de                      | Data difuzării    | Data difuzării în România | S.U.A telespectatori (milioane) |
| --- | ------------ | ---------------------------------------------------------------- | -------------- | ----------------------------- | ----------------- | ------------------------- | ------------------------------- |
| 1 | 1            | „Confruntare la locul de distracție” „Fun Dungeon Face Off”      | Raymie Muzquiz | Skyler Page și Patrick Harpin | 14 aprilie 2014   | 8 decembrie 2014          | 2.26                            |
| Mama lui Clarence îi răsfață pe Clarence, pe Jeff și pe Sumo cu o după-amiază la Puiul Călăreții Duri, un fast-food cu un loc de joacă. Când Clarence și Sumo îi fură lui Jeff cartofii prăjiți, acesta e obligat să se confrunte cu fobia sa de microbi tocmai în zona de joacă a restaurantului, aparent insalubră. |              |                                                                  |                |                               |                   |                           |                                 |
| 2 | 2            | „O zi minunată cu o fată” „Pretty Great Day with a Girl”         | Raymie Muzquiz | Skyler Page și Patrick Harpin | 14 aprilie 2014   | 26 noiembrie 2014         | 2.26                            |
| Clarence și Amy, o fată specială din capătul străzii, pornesc în căutarea unei pietre de mărimea unui monstru, numită ”bloc eratic”. |              |                                                                  |                |                               |                   |                           |                                 |
| 3 | 3            | „Magia banilor” „Money Broom Wizard”                             | Raymie Muzquiz | Skyler Page și Patrick Harpin | 21 aprilie 2014   | 1 decembrie 2014          | 2.37                            |
| Oare Clarence, Jeff și Sumo vor reuși să se distreze la Complexul „Pizza Swamp" având un singur dolar pe care trebuie să-l împartă între ei? Da. |              |                                                                  |                |                               |                   |                           |                                 |
| 4 | 4            | „Clarence pierdut în supermarket” „Lost in the Supermarket”      | Raymie Muzquiz | Skyler Page și Patrick Harpin | 21 aprilie 2014   | 27 noiembrie 2014         | 2.37                            |
| În timp ce se află la supermarket alături de mama sa, Clarence descoperă produse interesante și cupoane suspicioase pe raionul cinci... și pe toate celelalte raioane. |              |                                                                  |                |                               |                   |                           |                                 |
| 5 | 5            | „Milioanele lui Clarence” „Clarence's Millions”                  | Raymie Muzquiz | Skyler Page și Patrick Harpin | 28 aprilie 2014   | 28 noiembrie 2014         | 2.10                            |
| Când realizează că sistemul clasei, „steluțele prieteniei", lasă câțiva copii de-o parte, Clarence creează popriul sistem de valori cu ajutorul „banilor lui Clarence". Noul sistem de recompensă întoarce școala cu susul în jos într-o clipită.                                                                     |              |                                                                  |                |                               |                   |                           |                                 |
| 6 | 6            | „Clarence își face o prietenă” „Clarence Gets a Girlfriend”      | Raymie Muzquiz | Skyler Page și Patrick Harpin | 5 mai 2014        | 2 decembrie 2014          | 1.92                            |
| Când Ashley, o colegă de clasă, îl invită pe Clarence la o întâlnire, acesta realizează că nu știe cum este să ai o prietenă. Cu ajutorul lui Sumo și-al lui Jeff, el se transformă într-un gentleman perfect... exact la timp pentru marea întâlnire.                                                                |              |                                                                  |                |                               |                   |                           |                                 |
| 7 | 7            | „Noua jucărie a lui Jeff” „Jeff's New Toy”                       | Raymie Muzquiz | Spencer Rothbell              | 12 mai 2014       | 25 noiembrie 2014         |                                 |
| Jeff vrea să-și păstreze noua jucărie zburătoare, "Mâniosul Ginsbot", în cutia sa. Clarence își dorește foarte mult să se joace cu ea, iar săracul Sumo este prins la mijloc. |              |                                                                  |                |                               |                   |                           |                                 |
| 8 | 8            | „Dineul” „Dinner Party”                                          | Raymie Muzquiz | Skyler Page și Patrick Harpin | 12 iunie 2014     | 4 decembrie 2014          |                                 |
| Când mama îl duce pe Clarence la o cină cu pretenții, Clarence pornește în căutarea distracției oriunde s-ar afla aceasta. |              |                                                                  |                |                               |                   |                           |                                 |
| 9 | 9            | „Claxonul” „Honk”                                                | Raymie Muzquiz | Mark Banker                   | 19 iunie 2014     | 3 decembrie 2014          |                                 |
| Încercând să-și îmbunătățească abilitățile de comunicare, Clarence apelează la ajutorul unui claxon. E foarte deranjant. |              |                                                                  |                |                               |                   |                           |                                 |
| 10 | 10           | „Vânătoare de dolari” „Dollar Hunt”                              | Raymie Muzquiz | Mark Banker                   | 26 iunie 2014     | 5 decembrie 2014          |                                 |
| Clarence organizează un joc distractiv numit „vânătoarea de dolari" pentru a-și face prieteni noi. Dar lucrurile iau o altă întorsătură când, din greșeală, Clarence îngroapă banii pe care i i-a dat mama sa să cumpere răcoritoare pentru clubul cititorilor.                                                       |              |                                                                  |                |                               |                   |                           |                                 |
| 11 | 11           | „Grădina zoologică” „Zoo”                                        | Raymie Muzquiz | Spencer Rothbell              | 3 iulie 2014      | 24 noiembrie 2014         | 1.83                            |
| Clarence și Belson formează un cuplu neobișnuit, când sunt puși împreună în timpul unei excursii la grădina zoologică iar, după câteva ore, se trezesc închiși acolo. |              |                                                                  |                |                               |                   |                           |                                 |
| 12 | 12           | „Deșteptarea!” „Rise 'n' Shine”                                  | Raymie Muzquiz | Mark Banker                   | 10 iulie 2014     | 9 decembrie 2014          |                                 |
| Admirând sălbăticia, aventurierul secret Clarence își începe fiecare zi înaintea tuturor și înainte de răsăritul soarelui. |              |                                                                  |                |                               |                   |                           |                                 |
| 13 | 13           | „Bărbatul casei” „Man of the House”                              | Raymie Muzquiz | Mark Banker                   | 17 iulie 2014     | 6 mai 2015                |                                 |
| Prima noapte pe care Clarence o petrece singur acasă scapă de sub control, forțându-l, pe el și pe prietenii săi, să lupte împotriva propriilor măsuri de siguranță. |              |                                                                  |                |                               |                   |                           |                                 |
| 14 | 14           | „Ochi de baltă” „Puddle Eyes”                                    | Raymie Muzquiz | Spencer Rothbell              | 24 iulie 2014     | 14 mai 2015               | 1.95                            |
| Un pui de somn în noroi îi lipește ochii lui Clarence, lăsându-l fără văz și punând în pericol șansele echipei sale în concursul negândit al școlii: „Viziunea albinei". |              |                                                                  |                |                               |                   |                           |                                 |
| 15 | 15           | „Barca visurilor” „Dream Boat”                                   | Raymie Muzquiz | Mark Banker                   | 31 iulie 2014     | 15 mai 2015               |                                 |
| Sumo se dedică sarcinii sisifice de a construi o barcă, sfidând așteptările celor din viața lui, inclusiv pe a sa. |              |                                                                  |                |                               |                   |                           |                                 |
| 16 | 16           | „Petrecere în pijamale” „Slumber Party”                          | Raymie Muzquiz | Spencer Rothbell              | 7 august 2014     | 24 noiembrie 2014         | 1.65                            |
| Clarence încearcă din răsputeri să se integreze la o petrecere în pijamale a fetelor, lăsându-i pe Sumo și pe Jeff de capul lor, fără Clarence care să joace rol de intermediar în prietenia lor. |              |                                                                  |                |                               |                   |                           |                                 |
| 17 | 17           | „Clarence pasionat de natură” „Nature Clarence”                  | Raymie Muzquiz | Spencer Rothbell              | 14 august 2014    | 7 mai 2015                | 1.75                            |
| În excursia prin natură, Clarence, Sumo și Jeff schimbă direcția indicată de ghidului lor subcalificat și copleșit, Josh, determinându-l pe Clarence să preia conducerea. |              |                                                                  |                |                               |                   |                           |                                 |
| 18 | 18           | „Mediocrul Jeff” „Average Jeff”                                  | Raymie Muzquiz | Spencer Rothbell              | 2 octombrie 2014  | 5 mai 2015                | 1.82                            |
| Jeff suferă o criză de identitate când un test standard îl include în grupul celor mai slab pregătiți. |              |                                                                  |                |                               |                   |                           |                                 |
| 19 | 19           | „După-amiaza urmăririi șopârlei” „Lizard Day Afternoon”          | Raymie Muzquiz | Mark Banker                   | 9 octombrie 2014  | 4 mai 2015                | 1.80                            |
| Clarence și Sumo urmăresc o șopârlă spre recompense neașteptate, în timp ce Jeff preferă să-și petreacă timpul jucându-se cu noul joc senzațional al lui Belson. |              |                                                                  |                |                               |                   |                           |                                 |
| 20 | 20           | „Uitat la școală” „The Forgotten”                                | Raymie Muzquiz | Mark Banker                   | 16 octombrie 2014 | 11 mai 2015               | 2.29                            |
| După ce Clarence și nehotărâtul lui coleg Brady sunt uitați la școală, Brady e nevoit să-l însoțească pe Clarence în aventurosul lor drum înapoi spre casă. |              |                                                                  |                |                               |                   |                           |                                 |
| 21 | 21           | „Grătar de cartier” „Neighborhood Grill”                         | Raymie Muzquiz | Spencer Rothbell              | 23 octombrie 2014 | 8 mai 2015                | 1.47                            |
| Clarence e atât de bulversat când își vede profesoara într-un alt mediu decât cel școlar, încât nu se poate abține să nu intervină în întâlnirea acesteia cu un necunoscut, întâlnire sortită eșecului. |              |                                                                  |                |                               |                   |                           |                                 |
| 22 | 22           | „Petrecerea în pijama a lui Belson” „Belson's Sleepover”         | Raymie Muzquiz | Patrick Harpin                | 30 octombrie 2014 | 13 mai 2015               | 1.56                            |
| Belson îl invită pe Clarence și prietenii la o petrecere de pijama cu o captură: oricine poate supraviețui farselor și sperierilor din noapte va câștiga vechiul sistem de joc Acedia al lui Belson! |              |                                                                  |                |                               |                   |                           |                                 |
| 23 | 23           | „Povești neconfortabile” „Too Gross for Comfort”                 | Raymie Muzquiz | Mark Banker                   | 6 noiembrie 2014  | 12 mai 2015               | 1.63                            |
| Încercarea nevinovată a lui Clarence de a o determina pe Chelsea să intre în fortăreața din copac a băieților, îl determină pe Sumo să încerce să-i provoace dezgust lui Chelsea și să-și păstreze statu-quo-ul. |              |                                                                  |                |                               |                   |                           |                                 |
| 24 | 24           | „Piscina” „Pilot Expansion”                                      | Raymie Muzquiz | Skyler Page și Mark Banker    | 13 noiembrie 2014 | 20 mai 2015               | 1.73                            |
| Clarence, Sumo și Jeff deapănă amintiri despre ziua în care s-au întâlnit pentru prima oară – dar unele detalii sunt cam imprecise. |              |                                                                  |                |                               |                   |                           |                                 |
| 25 | 25           | „Pacienții” „Patients”                                           | Raymie Muzquiz | Mark Banker                   | 20 noiembrie 2014 | 19 mai 2015               | 1.86                            |
| Clarence trebuie să reziste cumva plictiselii din sala de așteptare a unui cabine medical pentru a dobândi recompensa supremă, bomboane din borcanul de la recepție. |              |                                                                  |                |                               |                   |                           |                                 |
| 26 | 26           | „Călăreții neînfricați” „Rough Riders Elementary”                | Raymie Muzquiz | Spencer Rothbell              | 1 decembrie 2014  | 18 mai 2015               | 1.46                            |
| Când un sponsor corporatist de la școala lui Clarence se transformă într-o amenințare, Clarence trebuie să-i facă față „individului", cu orice preț. |              |                                                                  |                |                               |                   |                           |                                 |
| 27 | 27           | „Nimic la risc” „Nothing Ventured”                               | Raymie Muzquiz | Mark Banker                   | 2 decembrie 2014  | 15 septembrie 2015        | 1.40                            |
| Clarence și Sumo încearcă să facă rost de bani pe care să-i investească în noua afacere a taților lor, un magazin de sculpturi. |              |                                                                  |                |                               |                   |                           |                                 |
| 28 | 28           | „Maniere de noapte” „Bedside Manners”                            | Raymie Muzquiz | Spencer Rothbell              | 3 decembrie 2014  | 14 septembrie 2015        | 1.41                            |
| După ce o vărsare urâtă îl aterizează pe Belson într-un turneu complet, Clarence îi face o vizită prietenului său țintuit la pat la spital, dar ceea ce Clarence crede că îl va înveseli ar putea să-l înnebunească pe Belson!                                                                                        |              |                                                                  |                |                               |                   |                           |                                 |
| 29 | 29           | „Jeff câștigă” „Jeff Wins”                                       | Raymie Muzquiz | Spencer Rothbell              | 4 decembrie 2014  | 17 septembrie 2015        | 1.55                            |
| Jeff îl roagă pe Clarence să-l ajute să se pregătească pentru concursul de gătit din Aberdale. Își va păstra oare Jeff calmul sau va arunca felul lui de mâncare, la fel ca în fiecare an? |              |                                                                  |                |                               |                   |                           |                                 |
| 30 | 30           | „Suspendat” „Suspended”                                          | Raymie Muzquiz | Katie Crown                   | 6 aprilie 2015    | 18 septembrie 2015        | 1.49                            |
| Clarence și Sumo iau potul cel mare când sunt suspendați o săptămână, învățând multe lucruri pe care nu le-ar fi învățat la școală. Dar, după câteva zile, suspendarea își cere prețul, plictiseala se instalează și băieții vor să se întoarcă.                                                                      |              |                                                                  |                |                               |                   |                           |                                 |
| 31 | 31           | „Pălării țestoasă” „Turtle Hats”                                 | Raymie Muzquiz | Katie Crown                   | 7 aprilie 2015    | 23 septembrie 2015        | 1.44                            |
| Dra Baker le dă copiilor din greșeală un proiect pentru acasă în care trebuie să facă "pălăriuțe de țestoase". Când vine vremea prezentării, Clarence, Jeff și Sumo trebuie să improvizeze. |              |                                                                  |                |                               |                   |                           |                                 |
| 32 | 32           | „Goana după gâște” „Goose Chase”                                 | Raymie Muzquiz | Katie Crown                   | 8 aprilie 2015    | 24 septembrie 2015        | 1.53                            |
| În parc, Clarence hrănește niște păsări cu sendvișul lui, închipuindu-și că e regele lor. Distracția e maximă, până când o gâscă insistentă nu mai vrea să-l lase în pace! |              |                                                                  |                |                               |                   |                           |                                 |
| 33 | 33           | „Peștele auriu” „Goldfish Follies”                               | Raymie Muzquiz | Spencer Rothbell              | 9 aprilie 2015    | 16 septembrie 2015        | 1.90                            |
| Clarence cumpără un peștișor auriu, dar punga se rupe înainte să ajungă acasă, iar Clarence trebuie să își țină prietenul departe de pericole și să-l pună înapoi în apă înainte să fie prea târziu. |              |                                                                  |                |                               |                   |                           |                                 |
| 34 | 34           | „Horn” „Chimney”                                                 | Raymie Muzquiz | Katie Crown                   | 10 aprilie 2015   | 25 septembrie 2015        | 1.37                            |
| În timp ce se jucau în pădure, băieții se împrietenesc cu un cățel vagabond, îl aduc acasă și-i spun Chimney. Când se trezesc blocați într-o fântână, noul prieten e singura lor speranță de salvare. |              |                                                                  |                |                               |                   |                           |                                 |
| 35 | 35           | „Legendar” „Straight Illin'”                                     | Raymie Muzquiz | Spencer Rothbell              | 16 aprilie 2015   | 22 septembrie 2015        | 1.40                            |
| Într-o serie de provocări, Clarence mănâncă cinci sute de ouă fierte. Dar pe măsură ce i se face tot mai rău, celorlalți copii li se face silă de el și nu mai vor să aibă de-a face cu el. |              |                                                                  |                |                               |                   |                           |                                 |
| 36 | 36           | „Prieteni de curățenie” „Dust Buddies”                           | Raymie Muzquiz | Katie Crown                   | 23 aprilie 2015   | 21 septembrie 2015        | 1.43                            |
| Ca pedeapsă pentru că a făcut dezordine în casă, mama lui Belson îl obligă pe acesta să facă curățenie, trimițând-o pe menajera lor obișnuită acasă la Clarence și Mary. Rușinată de casa lor dezordonată, Mary și Clarence încearcă să facă curat înainte să ajungă aceasta.                                         |              |                                                                  |                |                               |                   |                           |                                 |
| 37 | 37           | „Uraganul Dilliss” „Hurricane Dilliss”                           | Raymie Muzquiz | Spencer Rothbell              | 30 aprilie 2015   | 28 septembrie 2015        | 1.10                            |
| Căminul familiei Wendle e dat peste cap când vine în vizită Dyllis, mama lui Mary, care-și bagă nasul peste tot în viața lui Clarence, Mary și Chad. |              |                                                                  |                |                               |                   |                           |                                 |
| 38 | 38           | „Cursa cu porcul” „Hoofin' It”                                   | Raymie Muzquiz | Katie Crown                   | 7 mai 2015        | 30 septembrie 2015        | 1.63                            |
| E vremea cursei anuale după purceluș și toată lumea e încântată. Doar lui Clarence i-e milă de biata Butterscotch și-i ia locul în cursă, fugind de orășenii care vor să câștige butoiul cu cârnați! |              |                                                                  |                |                               |                   |                           |                                 |
| 39 | 39           | „Pedeapsa” „Detention”                                           | Raymie Muzquiz | Tony Infante                  | 14 mai 2015       | 24 mai 2016               | 1.25                            |
| După ce Clarence descoperă că domnul Reese adoarme când trebuie să supravegheze elevii pedepsiți dacă primește o gogoașă, clasa lui devine locul perfect pentru pauză. Când Jeff află, el transformă locul dintr-unul de joacă într-un club prea grozav pentru școală.                                                |              |                                                                  |                |                               |                   |                           |                                 |
| 40 | 40           | „Păroșenia” „Hairence”                                           | Raymie Muzquiz | Spencer Rothbell              | 21 mai 2015       | 23 mai 2016               | 1.46                            |
| Clarence are prima lui slujbă de vară: o va ajuta pe mama lui la HIP CLIPZ SALON SCHOOL. Când o clientă nepoliticoasă se ia de Mary și personalul ei, Clarence îi face o tunsoare de neuitat. |              |                                                                  |                |                               |                   |                           |                                 |
| 41 | 41           | „Micul prieten” „Lil' Buddy”                                     | Raymie Muzquiz | Spencer Rothbell              | 20 iulie 2015     | 29 septembrie 2015        | 1.42                            |
| 42 | 42           | „Santiago Chalmers” „Chalmers Santiago”                          | Raymie Muzquiz | Spencer Rothbell              | 21 iulie 2015     | 26 mai 2016               | 1.56                            |
| 43 | 43           | „Băieți agitați” „Tuckered Boys”                                 | Raymie Muzquiz | Spencer Rothbell              | 22 iulie 2015     | 6 iunie 2016              | 1.36                            |
| 44 | 44           | „Parcul acvatic” „Water Park”                                    | Raymie Muzquiz | Tony Infante                  | 23 iulie 2015     | 31 mai 2016               | 1.59                            |
| 45 | 45           | „Unde trăiesc Chadzii cei sălbatici” „Where the Wild Chads Are”  | Raymie Muzquiz | Spencer Rothbell              | 24 iulie 2015     | 1 iunie 2016              | 1.19                            |
| 46 | 46           | „Breehn Ho” „Breehn Ho!”                                         | Raymie Muzquiz | Tony Infante                  | 6 august 2015     | 25 mai 2016               | 1.46                            |
| 47 | 47           | „Marea problemă cu pizza și Petey” „The Big Petey Pizza Problem” | Raymie Muzquiz | John Bailey Owen              | 13 august 2015    | 2 iunie 2016              | 1.38                            |
| 48 | 48           | „Despărțirea” „The Break Up”                                     | Raymie Muzquiz | Tony Infante                  | 20 august 2015    | 3 iunie 2016              | 1.57                            |
| 49 | 49           | „Visare” „In Dreams”                                             | Raymie Muzquiz | Nelson Boles                  | 27 august 2015    | 21 decembrie 2016         | 1.17                            |
| 50 | 50           | „Echilibru” „Balance”                                            | Raymie Muzquiz | Spencer Rothbell              | 3 septembrie 2015 | 27 mai 2016               | 1.17                            |
| 51 | 51           | „Sperietoarea” „Spooky Boo”                                      | Raymie Muzquiz | Tony Infante                  | 27 octombrie 2015 | 30 mai 2016               | 1.24                            |

### Sezonul 2 (2016–2017)
| Nr. în serial | Nr. în sezon | Titlu                                                                          | Regizat de              | Scris de                               | Data difuzării    | Data difuzării în România | S.U.A telespectatori (milioane) |
| ------------- | ------------ | ------------------------------------------------------------------------------ | ----------------------- | -------------------------------------- | ----------------- | ------------------------- | ------------------------------- |
| 52            | 1            | „Interogatoriul” „The Interrogation”                                           | Davis Ochs și Niki Yang | Spencer Rothell                        | 18 ianuarie 2016  | 21 noiembrie 2016         | 1.35                            |
| 53            | 2            | „Locul de joacă dispărut” „Lost Playground”                                    | Davis Ochs și Niki Yang | Tony Infante                           | 18 ianuarie 2016  | 25 noiembrie 2016         | 1.25                            |
| 54            | 3            | „Păsăroiul” „Bird Boy Man”                                                     | Davis Ochs și Niki Yang | Tony Infante                           | 19 ianuarie 2016  | 22 noiembrie 2016         | 1.04                            |
| 55            | 4            | „Pârț Cactus” „Freedom Cactus”                                                 | Davis Ochs și Niki Yang | Spencer Rothbell și Sam Kremers-Nedell | 20 ianuarie 2016  | 23 noiembrie 2016         | 1.10                            |
| 56            | 5            | „Emoții în avion” „Plane Excited”                                              | Davis Ochs și Niki Yang | Sam Kremers-Nedell                     | 21 ianuarie 2016  | 22 noiembrie 2016         | 1.06                            |
| 57            | 6            | „Evadarea din Cosmos” „Escape from Beyond the Cosmic”                          | Davis Ochs și Niki Yang | Tony Infante                           | 22 ianuarie 2016  | 24 noiembrie 2016         | 1.29                            |
| 58            | 7            | „Bâlciul” „Ren Faire”                                                          | Davis Ochs și Niki Yang | Tony Infante                           | 28 ianuarie 2016  | 23 noiembrie 2016         | 0.98                            |
| 59            | 8            | „Maiestrul timpului” „Time Crimes”                                             | Davis Ochs și Niki Yang | Sam Kremers-Nedell                     | 4 februarie 2016  | 24 noiembrie 2016         | 1.11                            |
| 60            | 9            | „Sâmbăta la școală” „Saturday School”                                          | Davis Ochs și Niki Yang | Tony Infante                           | 11 februarie 2016 | 25 noiembrie 2016         | 1.06                            |
| 61            | 10           | „Atacul petrecerii” „Attack the Block Party”                                   | Davis Ochs și Niki Yang | Sam Kremers-Nedell                     | 18 februarie 2016 | 28 noiembrie 2016         | 1.11                            |
| 62            | 11           | „Excursia” „Field Trippin'”                                                    | Davis Ochs și Niki Yang | Tony Infante                           | 25 februarie 2016 | 29 noiembrie 2016         | 0.98                            |
| 63            | 12           | „Vânătoarea de înghețată” „Ice Cream Hunt”                                     | Davis Ochs și Niki Yang | Sam Kremers-Nedell                     | 3 martie 2016     | 30 noiembrie 2016         | 1.18                            |
| 64            | 13           | „Om de afaceri” „Company Man”                                                  | Davis Ochs și Niki Yang | Nick Cron-DeVico                       | 10 martie 2016    | 1 decembrie 2016          | 0.91                            |
| 65            | 14           | „Frații cuie” „Stump Brothers”                                                 | Davis Ochs și Niki Yang | Sam Kremers-Nedell                     | 17 martie 2016    | 2 decembrie 2016          | 1.31                            |
| 66            | 15           | „Povești din Mardrinia” „The Tails of Mardrynia”                               | Davis Ochs și Niki Yang | Tony Infante                           | 25 martie 2016    | 6 decembrie 2016          | 1.05                            |
| 67            | 16           | „Clarence Wendle și ochiul lui Coogan” „Clarence Wendle and the Eye of Coogan” | Davis Ochs și Niki Yang | Tony Infante                           | 25 martie 2016    | 8 decembrie 2016          | 1.05                            |
| 68            | 17           | „O vizionare pe furiș” „Sneaky Peeky”                                          | Davis Ochs și Niki Yang | Tony Infante                           | 29 martie 2016    | 5 decembrie 2016          | 0.99                            |
| 69            | 18           | „Concursul” „Game Show”                                                        | Davis Ochs și Niki Yang | Sam Kremers-Nedell                     | 21 aprilie 2016   | 7 decembrie 2016          | 1.01                            |
| 70            | 19           | „Sumo skater” „Skater Sumo”                                                    | Davis Ochs și Niki Yang | Sam Kremers Nedell                     | 28 aprilie 2016   | 21 noiembrie 2016         | 1.36                            |
| 71            | 20           | „Fata misterioasă” „Mystery Girl”                                              | Davis Ochs și Niki Yang | Tony Infante                           | 5 mai 2016        | 12 decembrie 2016         | 0.97                            |
| 72            | 21           | „Sublinitoarea” „The Substitute”                                               | Davis Ochs și Niki Yang | Sam Kremers-Nedell                     | 12 mai 2016       | 13 decembrie 2016         | 1.07                            |
| 73            | 22           | „Clasa” „Classroom”                                                            | Davis Ochs și Niki Yang | Tony Infante                           | 19 mai 2016       | 14 decembrie 2016         | 1.07                            |
| 74            | 23           | „Plictiseală” „Dullance”                                                       | Davis Ochs și Niki Yang | Tony Infante                           | 26 mai 2016       | 3 aprilie 2017            | 1.09                            |
| 75            | 24           | „Secretul lui Jeff” „Jeff's Secret”                                            | Davis Ochs și Niki Yang | Sam Kremers-Nedell                     | 2 iunie 2016      | 15 decembrie 2016         | 1.38                            |
| 76            | 25           | „Cursa spațială” „Space Race”                                                  | Davis Ochs și Niki Yang | Alan Hanson                            | 9 iunie 2016      | 16 decembrie 2016         | 1.13                            |
| 77            | 26           | „Tăticul plantelor” „Plant Daddies”                                            | Davis Ochs și Niki Yang | Tony Infante                           | 16 iunie 2016     | 19 decembrie 2016         | 1.32                            |
| 78            | 27           | „Bucky și urletul” „Buckt and the Howl”                                        | Davis Ochs și Niki Yang | Tony Infante                           | 23 iunie 2016     | 20 decembrie 2016         | 1.29                            |
| 79            | 28           | „Cutia cu viermi” „Worm Bin”                                                   | Davis Ochs și Niki Yang | Sam Kremers-Nedell                     | 1 noiembrie 2016  | 9 decembrie 2016          | 0.77                            |
| 80            | 29           | „Clarence și Sumo în aventură” „Clarence and Sumo's Rexcellent ADventure”      | Davis Ochs și Niki Yang | Ben Mekler                             | 2 noiembrie 2016  | 4 aprilie 2017            | 0.85                            |
| 81            | 30           | „Ziua de naștere” „Birthday”                                                   | Davis Ochs și Niki Yang | Tony Infante                           | 3 noiembrie 2016  | 22 decembrie 2016         | 0.86                            |
| 82            | 31           | „Copacul vieții” „Tree of Life”                                                | Davis Ochs și Niki Yang | Joe Tracz                              | 4 noiembrie 2016  | 5 aprilie 2017            | 0.89                            |
| 83-84         | 32-33        | „Capturați steagul” „Capture the Flag”                                         | Davis Ochs și Niki Yang | Tony Infante                           | 14 noiembrie 2016 | 13 aprilie 2017           | 1.06                            |
| 85            | 34           | „Cloris”                                                                       | Davis Ochs și Niki Yang | Ben Mekler                             | 15 noiembrie 2016 | 6 aprilie 2017            | 0.92                            |
| 86            | 35           | „Excursie la pescuit” „Fishing Trip”                                           | Davis Ochs și Niki Yang | Sam Kremers-Nedell                     | 16 noiembrie 2016 | 7 aprilie 2017            | 0.84                            |
| 87            | 36           | „Rucsacul lui Belson” „Belson's Backpack”                                      | Davis Ochs și Niki Yang | Tony Infante                           | 17 noiembrie 2016 | 11 aprilie 2017           | 1.08                            |
| 88            | 37           | „La hotel” „Motel”                                                             | Davis Ochs și Niki Yang | Sam Kremers-Nedell                     | 18 noiembrie 2016 | 12 aprilie 2017           | 1.08                            |
| 89            | 38           | „Crăciun fericit cu Mooch” „Merry Moochmas”                                    | Davis Ochs și Niki Yang | Sam Kremers-Nedell                     | 1 decembrie 2016  | 10 aprilie 2017           | 1.00                            |
| 90            | 39           | „Eroul Pizzei” „Pizza Hero”                                                    | Davis Ochs și Niki Yang | Nick Cron-DeVico                       | 3 februarie 2017  | 14 aprilie 2017           | 0.93                            |

### Sezonul 3 (2017–2018)
| Nr. în serial | Nr. în sezon | Titlu | Regizat de                                     | Scris de           | Data difuzării    | Data difuzării în România                   | S.U.A telespectatori (milioane) |
| ------------- | ------------ | --- | ---------------------------------------------- | ------------------ | ----------------- | ------------------------------------------- | ------------------------------- |
| 91            | 1            | „Sumo pleacă spre vest” „Sumo Goes West”                                                                                              | David Ochs, Niki Yang și Vitaliy Strokous      | Tony Infante       | 10 februarie 2017 | 2 octombrie 2017                            | 0.95                            |
| 92            | 2            | „De Sfântul Valentin” „Valentimes” | David Ochs, Niki Yang și Vitaliy Strokous      | Tony Infante       | 10 februarie 2017 | 9 octombrie 2017                            | 0.95                            |
| 93            | 3            | „Clarence președinte” „Clarence for President”                                                                                        | David Ochs, Niki Yang și Vitaliy Strokous      | Sam Kremers-Nedell | 24 februarie 2017 | 6 octombrie 2017                            | 0.85                            |
| 94            | 4            | „Spectacolul de rock” „Rock Show” | David Ochs, Niki Yang și Vitaliy Strokous      | Tony Infante       | 24 februarie 2017 | 4 octombrie 2017                            | 0.85                            |
| 95            | 5            | „Clarence: O petrecere furtunoasă - episodul 1: Clarence fantoma” „Clarence's Stormy Sleepover Episode 1: The Phantom Clarence”       | Vitaliy Strokous și Niki Yang                  | Tony Infante       | 5 iunie 2017      | 26 aprilie 2018                             | 0.96                            |
| 96            | 6            | „Clarence: O petrecere furtunoasă - episodul 2: Jeffery Wendle” „Clarence's Stormy Sleepover Episode 2: Jeffery Wendle”               | Vitaliy Strokous și Niki Yang                  | Kelsy Abbott       | 5 iunie 2017      | 27 aprilie 2018                             | 0.96                            |
| 97            | 7            | „Clarence: O petrecere furtunoasă - episodul 3” „Clarence's Stormy Sleepover Episode 3: Badgers 'n' Bunkers”                          | Vitaliy Strokous și Niki Yang                  | Sam Kremers-Nedell | 5 iunie 2017      | 27 aprilie 2018                             | 0.96                            |
| 98            | 8            | „Clarence: O petrecere furtunoasă - episodul 4: Caraghios și măscărici” „Clarence's Stormy Sleepover Episode 4: Dingus and McNobrain” | Vitaliy Strokous și Niki Yang                  | Tony Infante       | 5 iunie 2017      | 27 aprilie 2018                             | 0.96                            |
| 99            | 9            | „Clarence: O petrecere furtunoasă - episodul 5: Rămas bun, domnișoară Baker” „Clarence's Stormy Sleepover Episode 5: Bye Bye Baker”   | Vitaliy Strokous și Niki Yang                  | Tony Infante       | 5 iunie 2017      | 27 aprilie 2018                             | 0.96                            |
| 100           | 10           | „Clarence: O petrecere furtunoasă - episodul 6: Frați de potop” „Clarence's Stormy Sleepover Episode 6: Flood Brothers”               | Vitaliy Strokous și Niki Yang                  | Kelsy Abbott       | 5 iunie 2017      | 27 aprilie 2018                             | 0.96                            |
| 101           | 11           | „Piscina este închisă pentru vară” „Pool's Out for Summer”                                                                            | David Ochs, Niki Yang și Vitaliy Strokous      | Tony Infante       | 6 iunie 2017      | 23 aprilie 2018                             | 1.01                            |
| 102           | 12           | „Marele meci” „Big Game” | Vitaliy Strokous și Niki Yang                  | Tony Infante       | 7 iunie 2017      | 19 octombrie 2017                           | 0.80                            |
| 103           | 13           | „Blestemul din cutie” „The Boxcurse Children”                                                                                         | Vitaliy Strokous și Niki Yang                  | Kelsy Abbott       | 8 iunie 2017      | 23 aprilie 2018                             | 0.98                            |
| 104           | 14           | „Mama caratistă” „Karate Mom” | Vitaliy Strokous și Niki Yang                  | Tony Infante       | 12 iunie 2017     | 17 octombrie 2017                           | 0.97                            |
| 105           | 15           | „Clarence o iubește pe Shoopy” „Clarence Loves Shoopy”                                                                                | Vitaliy Strokous și Niki Yang                  | Sam Kremers-Nedell | 13 iunie 2017     | 3 octombrie 2017                            | 0.85                            |
| 106           | 16           | „Radio-ul public” „Public Radio” | Vitaliy Strokous și Niki Yang                  | Sam Kremers-Nedell | 14 iunie 2017     | 18 octombrie 2017                           | 0.86                            |
| 107           | 17           | „Chad și maratonul” „Chad and the Marathon”                                                                                           | Niki Yang, Julia Vickerman și Vitaliy Strokous | Stephen P. Neary   | 15 iunie 2017     | 23 aprilie 2018                             | 0.93                            |
| 108           | 18           | „Ofițerul Moody” „Officer Moody” | David Ochs, Niki Yang și Vitaliy Strokous      | Sam Kremers-Nedell | 19 iunie 2017     | 10 octombrie 2017                           | 1.02                            |
| 109           | 19           | „Gilben s-a schimbat” „Gilben's Different”                                                                                            | David Ochs, Niki Yang și Vitaliy Strokous      | Tony Infante       | 20 iunie 2017     | 11 octombrie 2017                           | 0.95                            |
| 110           | 20           | „Clarence e cel mai tare” „Cool Guy Clarence”                                                                                         | David Ochs, Niki Yang și Vitaliy Strokous      | Sam Kremers-Nedell | 21 iunie 2017     | 12 octombrie 2017                           | 0.83                            |
| 111           | 21           | „Așteaptă în mașină” „Just Wait in the Car”                                                                                           | David Ochs, Niki Yang și Vitaliy Strokous      | Sam Kremers-Nedell | 22 iunie 2017     | 13 octombrie 2017                           | 0.89                            |
| 112           | 22           | „Motanul dispărut” „Missing Cat” | David Ochs, Niki Yang și Vitaliy Strokous      | Sam Kremers-Nedell | 26 iunie 2017     | 5 octombrie 2017                            | 0.86                            |
| 113           | 23           | „Probleme mari în micul Aberdale” „Big Trouble in Little Aberdale”                                                                    | David Ochs, Niki Yang și Vitaliy Strokous      | Sam Kremers-Nedell | 27 iunie 2017     | 16 octombrie 2017                           | 0.96                            |
| 114           | 24           | „Ziua provocărilor” „Dare Day” | Niki Yang, Julia Vickerman și Vitaliy Strokous | Sam Kremers-Nedell | 28 iunie 2017     | 23 aprilie 2018                             | 0.84                            |
| 115           | 25           | „La schimb” „The Trade” | Niki Yang, Julia Vickerman și Vitaliy Strokous | Tony Infante       | 29 iunie 2017     | 23 aprilie 2018                             | 1.04                            |
| 116           | 26           | „Coșmar pe strada Aberdale: Răzbunarea lui Balance” „A Nightmare on Aberdale Street: Balance's Revenge”                               | Niki Yang, Julia Vickerman și Vitaliy Strokous | Tony Infante       | 27 octombrie 2017 | 24 aprilie 2018                             | 0.86                            |
| 117           | 27           | „Ziua recunoștinței” „Chadsgiving” | Niki Yang, Julia Vickerman și Vitaliy Strokous | Kelsy Abbott       | 17 noiembrie 2017 | 25 aprilie 2018                             | 0.69                            |
| 118           | 28           | „În mintea lui Sumo” „A Sumoful Mind”                                                                                                 | Niki Yang, Julia Vickerman și Vitaliy Strokous | Tony Infante       | 10 iunie 2018     | 24 aprilie 2018                             | 0.39                            |
| 119           | 29           | „Ziua animalelor” „Animal Day” | Niki Yang, Julia Vickerman și Vitaliy Strokous | Sam Kremers-Nedell | 10 iunie 2018     | 24 aprilie 2018                             | 0.43                            |
| 120           | 30           | „Tunelul” „The Tunnel” | Niki Yang, Julia Vickerman și Vitaliy Strokous | Vitaliy Strokous   | 10 iunie 2018     | 24 aprilie 2018                             | 0.34                            |
| 121           | 31           | „Concursul de talente” „Talent Show”                                                                                                  | Niki Yang, Julia Vickerman și Vitaliy Strokous | Kelsy Abbott       | 10 iunie 2018     | 25 aprilie 2018                             | 0.36                            |
| 122           | 32           | „Mașina de curse” „RC Car” | Niki Yang, Julia Vickerman și Vitaliy Strokous | Tony Infante       | 10 iunie 2018     | 26 aprilie 2018                             | 0.39                            |
| 123           | 33           | „Clarence, regele cățeilor” „Dog King Clarence”                                                                                       | Niki Yang, Julia Vickerman și Vitaliy Strokous | Kelsy Abbott       | 17 iunie 2018     | 24 aprilie 2018                             | 0.56                            |
| 124           | 34           | „Trambulina” „Trampoline” | Niki Yang, Julia Vickerman și Vitaliy Strokous | Kelsy Abbott       | 17 iunie 2018     | 25 aprilie 2018                             | 0.56                            |
| 125           | 35           | „Filmul lui Clarence” „Clarence the Movie”                                                                                            | Niki Yang, Julia Vickerman și Vitaliy Strokous | Tony Infante       | 17 iunie 2018     | 26 aprilie 2018 (online) 31 iulie 2025 (TV) | 0.44                            |
| 126           | 36           | „Prietena lui Belson” „Belson Gets a Girlfriend”                                                                                      | Niki Yang, Julia Vickerman și Vitaliy Strokous | Tony Infante       | 17 iunie 2018     | 25 aprilie 2018                             | 0.44                            |
| 127           | 37           | „Televizorul creierului” „Brain TV”                                                                                                   | Niki Yang, Julia Vickerman și Vitaliy Strokous | Tony Infante       | 17 iunie 2018     | 26 aprilie 2018                             | 0.39                            |
| 128           | 38           | „Clarence cel manierat” „Etiquette Clarence”                                                                                          | Niki Yang, Julia Vickerman și Vitaliy Strokous | Kelsy Abbott       | 24 iunie 2018     | 26 aprilie 2018                             | 0.57                            |
| 129           | 39           | „Magazinul video” „Video Store” | Niki Yang, Julia Vickerman și Vitaliy Strokous | Spencer Rothbell   | 24 iunie 2018     | 26 aprilie 2018                             | 0.50                            |
| 130           | 40           | „Oriunde, cu Sumo” „Anywhere But Sumo”                                                                                                | Niki Yang, Julia Vickerman și Vitaliy Strokous | Tony Infante       | 24 iunie 2018     | 27 aprilie 2018                             | 0.50                            |